# George Shaw

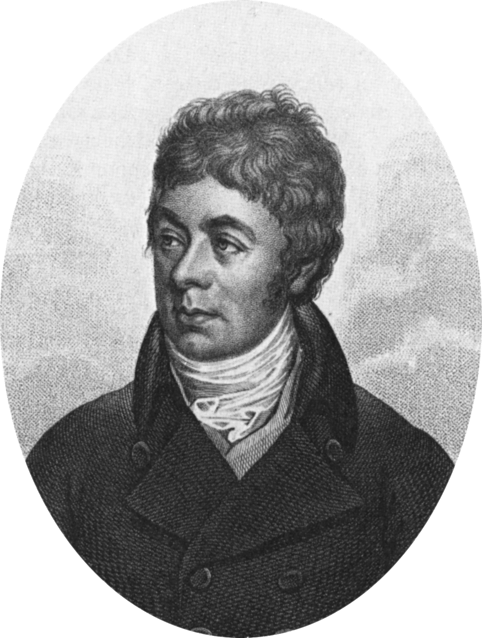
George Shaw, Punktstich von Ambroise Tardieu, Paris, 1820er Jahre

George Shaw (* 10. Dezember 1751 in Bierton nahe Aylesbury; † 22. Juli 1813 in London) war ein englischer Naturforscher. Sein offizielles botanisches Autorenkürzel lautet „G.Shaw“, der Autorenname für zoologische Taxa lautet „Shaw“.

## Leben
George Shaw war der Sohn des anglikanischen Gemeindepfarrers (Vikar) von Bierton, Timothy Shaw (1714–1786) und seiner Frau Jane (1709–1782). Er hatte eine Schwester, Jane Shaw (1747–1785). Sein Vater war viele Jahre lang Leiter einer angesehenen Schule im Ort, und als er gebrechlich wurde, unterstützte George ihn noch lange Zeit bis zu dessen Tod bei der Ausübung seiner geistlichen Pflichten. Er studierte am Magdalen College der Universität Oxford.
Shaw begann seine Laufbahn als praktischer Arzt. 1786 wurde er wissenschaftlicher Assistent für Botanik an der Universität Oxford. Im Jahre 1788 war er Mitbegründer und Vizepräsident der Linnean Society of London, im Jahr darauf wurde er Mitglied der Royal Society. 1791 trat er als Nachfolger von Edward Whitaker Gray (1748–1806) eine Stellung als assistierender Kustos in der Abteilung für Naturgeschichte im Britischen Museum in London an. Von 1807 bis zu seinem Tod arbeitete er dort als Kustos. Dabei fiel ihm der schlechte Zustand vieler Sammlungsstücke auf, die Hans Sloane dem Museum hinterlassen hatte. Die anatomischen und medizinischen Präparate wurden an das Royal College of Surgeons geschickt, aber viele der ausgestopften Tiere waren so zerfallen, dass sie verbrannt werden mussten. Shaws Bezahlung am Museum war nicht ausreichend, so dass er einen Großteil seiner Zeit mit Schreiben verbringen musste und sich nicht um die Instandhaltung der Sammlung kümmern konnte. Der deutschstämmige Charles Konig (eigentlich Carl Dietrich Eberhard König, 1774–1851) folgte Shaw 1813 als Kustos.

## Wissenschaftliche Leistungen

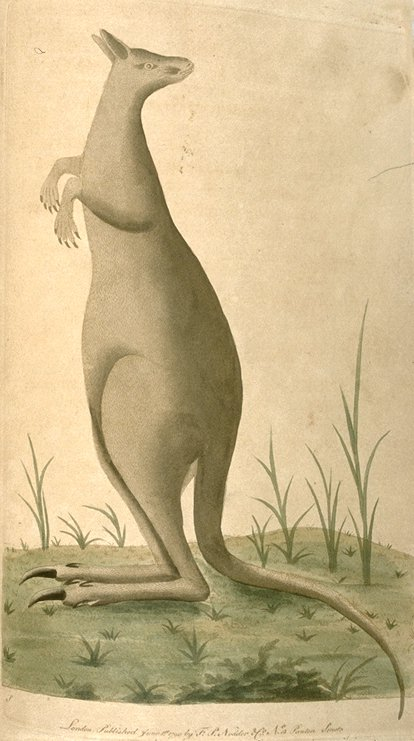
Eine von Frederick Polydore Nodder angefertigte Illustration in The Naturalist’s Miscellany

Shaw war der erste Forscher, der sich eingehend mit der Tierwelt Australiens beschäftigte. 1793 veröffentlichte er in seinem Werk Zoology of New Holland and the isles adjacent; the zoological part („New Holland“ (Neuholland) war die Bezeichnung für Australien im 17. und 18./19. Jahrhundert) eine der ersten wissenschaftlichen Beschreibungen in englischer Sprache von einigen typischen Tieren Australiens. Gemeinsam mit dem Botaniker Sir James Edward Smith, dem ersten Präsidenten der Linnean Society, veröffentlichte Shaw 1794 das Buch Zoology and Botany of New Holland and the isles adjacent. Darin wird erstmals der Begriff „Australien“ im modernen Sinn verwendet, nicht mehr als Bezeichnung für die gesamte Südpazifikregion wie noch bei dem Geographen Alexander Dalrymple:
“The vast island, or rather continent, of Australia, Australasia or New Holland” (Übersetzungsvorschlag: „Die riesige Insel, oder vielmehr Kontinent, Australien, Australasien oder Neuholland“)
Shaw katalogisierte die bedeutende Privatsammlung von Sir Ashton Lever (1729–1788) und veröffentlichte Beschreibungen ausgewählter Exponate in dem Werk „Museum Leverianum“. Insbesondere bot sich ihm die Möglichkeit, zahlreiche außereuropäische Tiere als Erster zu untersuchen, darunter Wellensittich, Axolotl, Amerikanischer Ochsenfrosch, Östliches Graues Riesenkänguru, Nacktnasenwombat, die Gattung der Kiwis und vieler andere. Er veröffentlichte die Beschreibungen in den Ausgaben der monatlich erscheinenden Reihe „The Naturalist’s Miscellany“. Die Abbildungen und Kupferstiche fertigte Frederick Polydore Nodder an, nach dessen Tod übernahm sein Sohn Richard P. Nodder diese Aufgabe. Nach Shaws Tod wurde das Periodikum von Nodder und dem englischen Naturforscher William Elford Leach (1790–1836) unter dem Titel The Zoological Miscellany; being descriptions of new, or interesting Animals von 1814 bis 1817 weitergeführt.

### George Shaw und das „erste Schnabeltier“
Shaw war der Erste, der die Gelegenheit erhielt, ein Schnabeltier genauer zu untersuchen. So konnte er 1799 die wissenschaftliche Erstbeschreibung dieses Tieres veröffentlichen.
1797 wurde das Schnabeltier am Ufer eines Sees nahe dem Hawkesbury River in New South Wales entdeckt und 1798 schickte vermutlich John Hunter, der dortige Gouverneur, den getrockneten Körper eines noch nicht ganz ausgewachsenen Männchens nebst einigen Zeichnungen des Tieres an das Britische Museum. Shaw kam die Aufgabe zu, das Tier eingehend zu untersuchen und die wissenschaftliche Erstbeschreibung anzufertigen. Beim Anblick eines Tieres, das an einen Maulwurf erinnert, an den man den Schwanz eines Bibers und den Schnabel einer Ente befestigt hatte, begann er sich zu fragen, ob sich hier nicht jemand einen Scherz erlaubt hatte:
“…impossible not to entertain some doubts as to the genuine nature of the animal, and to surmise that there might have been practiced some arts of deception in its structure.” (Übersetzungsvorschlag: „… unmöglich nicht einige Zweifel an der Echtheit des Tieres zu hegen und zu vermuten, dass hier eine kunstvoll ausgeführte Täuschung an seiner Gestalt vorgenommen worden sein könnte.“)
Eine solche Vermutung lag nahe, da der Balg aus dem indopazifischen Raum stammte und die dort ansässigen Chinesen für ihre Fähigkeiten als Tierpräparatoren bekannt waren, insbesondere dafür, Teile verschiedener Tiere zu etwas Neuem zu arrangieren. Um nach verborgenen Nähten zu suchen, schnitt Shaw das Fell am Schnabelansatz mit der Schere auf, fand aber nichts Verdächtiges. Diese Schnitte sind noch heute an diesem „ersten Schnabeltier“, dem wissenschaftlichen Vergleichsexemplar oder Holotypus im Londoner Natural History Museum, zu erkennen. Shaw beschrieb die Art unter dem zweiteiligen wissenschaftlichen Namen (Binomen) Platypus anatinus und veröffentlichte die Arbeit im Juni 1799 wie üblich in The Naturalist’s Miscellany (Band 10). In Europa war das kurios anmutende Schnabeltier sogleich eine Sensation, obwohl zu diesem Zeitpunkt noch nicht bekannt war, dass es sich um ein eierlegendes Säugetier handelt. Diese Tatsache fand erst 1884 allgemeine Zustimmung, noch in „Brehms Tierleben“ (1864–1869) wurden entsprechende Berichte als „Fabeln, welche zum Theile den Berichten der Eingeborenen ihre Entstehung verdankten“, abgetan. Jedoch sah sich Shaw nun selbst dem Vorwurf der Fälschung ausgesetzt.
Der Name „Platypus“ war jedoch bereits 1793 von dem deutschen Naturforscher Johann Friedrich Wilhelm Herbst für eine Gattung aus der Käferfamilie Platypodidae verwendet worden. Nach den Regeln der zoologischen Nomenklatur lag hier eine nicht erlaubte Homonymie vor, da beide Gattungen dem Tierreich angehören, somit musste der Name geändert werden. Ein Jahr nach Shaws Erstbeschreibung, im Jahre 1800, veröffentlichte der deutsche Anatom Johann Friedrich Blumenbach, der ebenfalls einen Balg erhalten hatte, eine weitere Beschreibung des Tieres und nannte es Ornithorhynchus paradoxus. Von Shaws Beschreibung blieb, der in solchen Fällen maßgeblichen Prioritätsregel folgend, das verfügbare Artepithet und von Blumenbachs Arbeit die verfügbare Gattungsbezeichnung erhalten, so ergab sich der seitdem gültige Ersatzname Ornithorhynchus anatinus („entenähnlicher Vogelschnabel“). Da Shaws ursprünglicher Gattungsname somit seine Gültigkeit (Validität) verlor, erfolgt seitdem, wie in solchen Fällen üblich, die Nennung von Autor und Jahr der Erstbeschreibung in Klammern hinter dem Artnamen.
Aufgrund der Bekanntheit, die das Tier sehr rasch erlangte, blieb im englischen Sprachraum sein ursprünglicher Gattungsname „(duck-billed) platypus“ erhalten und wurde zum Alltagsnamen (Trivialnamen).

## Bedeutende Veröffentlichungen
- Zoology of New Holland and the isles adjacent Originally published in parts together with: A specimen of the botany of New Holland by James Edward Smith. Der Titel des zusammengefassten Werkes lautet: Zoology and botany of New Holland and the isles adjacent / the zoological part by George Shaw; the botanical part by James Edward Smith (1794)
- Museum Leverianum, containing select specimens from the museum of the late Sir Ashton Lever (1792-6)
- General Zoology, or Systematic Natural History (16 vol.) (1809–1826) (volumes IX to XVI by James Francis Stephens)
- The Naturalist’s Miscellany: Or, Coloured Figures Of Natural Objects; Drawn and Described Immediately From Nature (1789–1813) with Frederick Polydore Nodder (artist and engraver)